# スピード・マイスター・ノスタルジック
『スピード・マイスター・ノスタルジック』は、2019年1月から3月までCS放送のMONDO TVにて放送された自動車番組。

## 概要
国産の名車の歴史を紹介する自動車番組である。紹介される車は主にスポーツカーであり、初期のものは旧車として現在でも高い人気を誇っている。このような人気車種についてモデルチェンジごとの歴史や特質を概観していく。

## 放送リスト
| 回    | 紹介車種                                            | 初回放送日    |
| ----- | --------------------------------------------------- | ------------- |
| 第1回 | 日産・シルビア                                      | 2019年1月13日 |
| 第2回 | 日産・フェアレディZ                                 | 2019年1月27日 |
| 第3回 | マツダ・サバンナRX-7                                | 2019年2月10日 |
| 第4回 | トヨタ・スプリンタートレノ（カローラレビン AE86装） | 2019年2月24日 |
| 第5回 | ハコスカ C10型 スカイライン                         | 2019年3月10日 |
| 第6回 | トヨタ・2000GT                                      | 2019年3月24日 |